# Zieloni (Szwajcaria)
Zieloni (niem. Grüne, fr. Les Vert-e-s) – szwajcarska partia polityczna należąca do Europejskiej Federacji Partii Zielonych. 
W wyborach krajowych w październiku 2003 szwajcarscy Zieloni uzyskali najlepszy wynik w swej 20-letniej historii. Podnieśli swoje poparcie z 5% do 7,4% (mimo że wystawili listy tylko w 15 z 26 kantonów) i uzyskali pięć miejsc w parlamencie krajowym.
Szwajcarzy jako pierwsi wybrali Zielonego parlamentarzystę do parlamentu krajowego: Daniela Brélaz z Lozanny, który został deputowanym w 1979 roku.